# Cantonul Rhôny-Vidourle
Cantonul Rhôny-Vidourle este un canton din arondismentul Nîmes, departamentul Gard, regiunea Languedoc-Roussillon, Franța.

## Comune
- Aimargues (reședință)
- Codognan
- Gallargues-le-Montueux
- Le Cailar
- Mus
- Uchaud
- Vergèze
- Vestric-et-Candiac